# Kilian Ignaz Dientzenhofer
Kilian Ignaz Dientzenhofer (în cehă Kilián Ignác Dientzenhofer) (1 septembrie 1689, Praga – 18 decembrie 1751) a fost un arhitect boem al epocii baroce. El a fost al cincilea fiu al arhitectului german Christoph Dientzenhofer și al boemei Maria Anna Aichbauer (născută Lang), văduva arhitectului Johann Georg Achbauer cel Bătrân, și un membru al renumitei familii de arhitecți Dientzenhofer. A lucrat în calitate de arhitect alături de tatăl său și de Jan Santini Aichel.
Printre clădirile proiectate de Dientzenhofer sunt Biserica Sf. Ioan Nepomuk, Biserica Sf. Nicolae, Vila Amerika și Palatul Kinský din Praga. El a construit, de asemenea, numeroase biserici și clădiri laice în alte orașe din Boemia. Multe dintre proiectele sale ulterioare au fost realizate de elevul și ginerele său Anselmo Martino Lurago.

## Proiecte

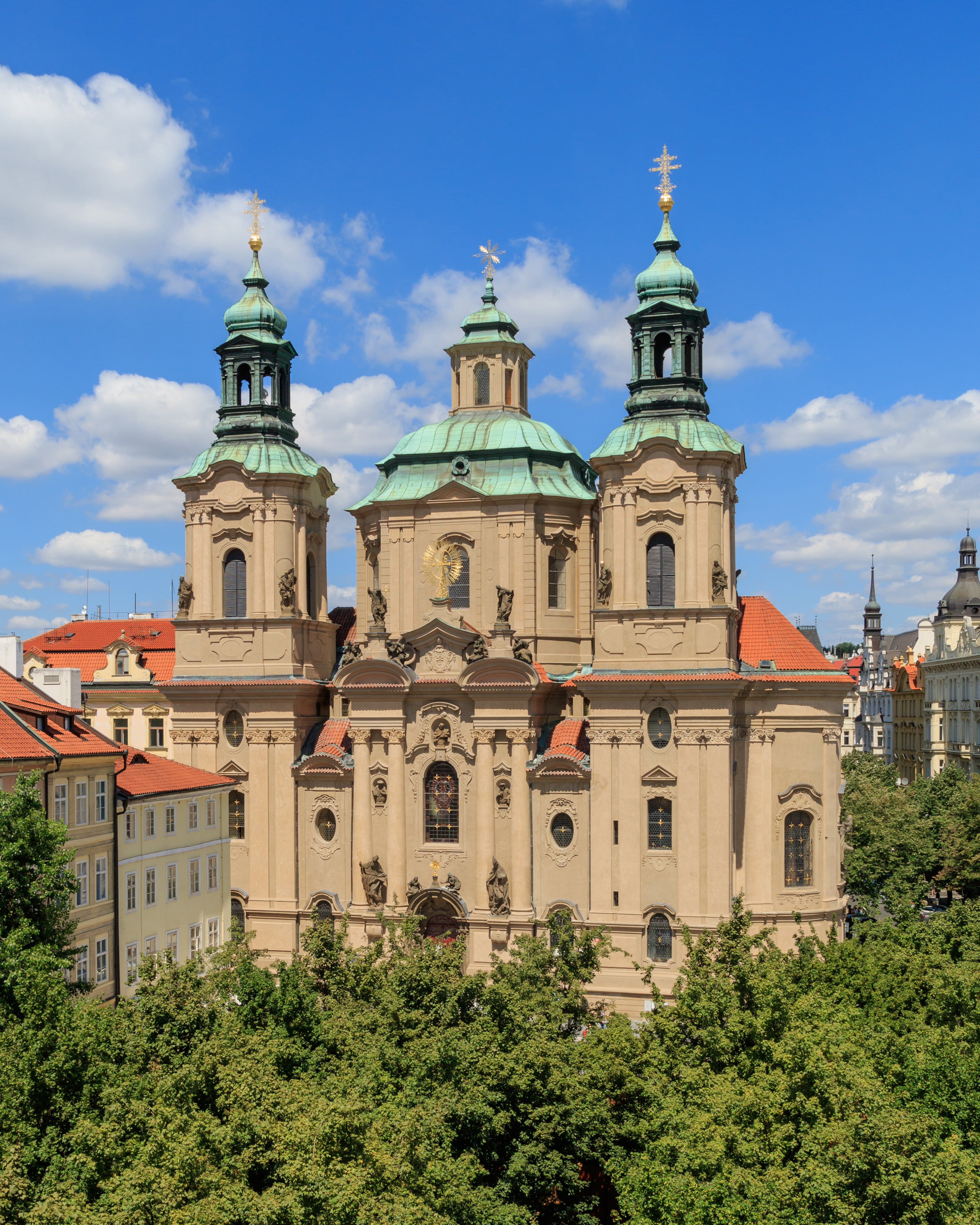
Biserica Sf. Nicolae din Piața Orașului Vechi, Praga

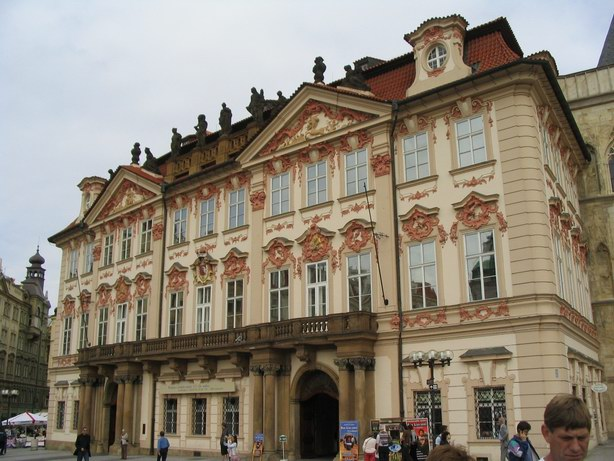
Palatul Kinsky. Praga

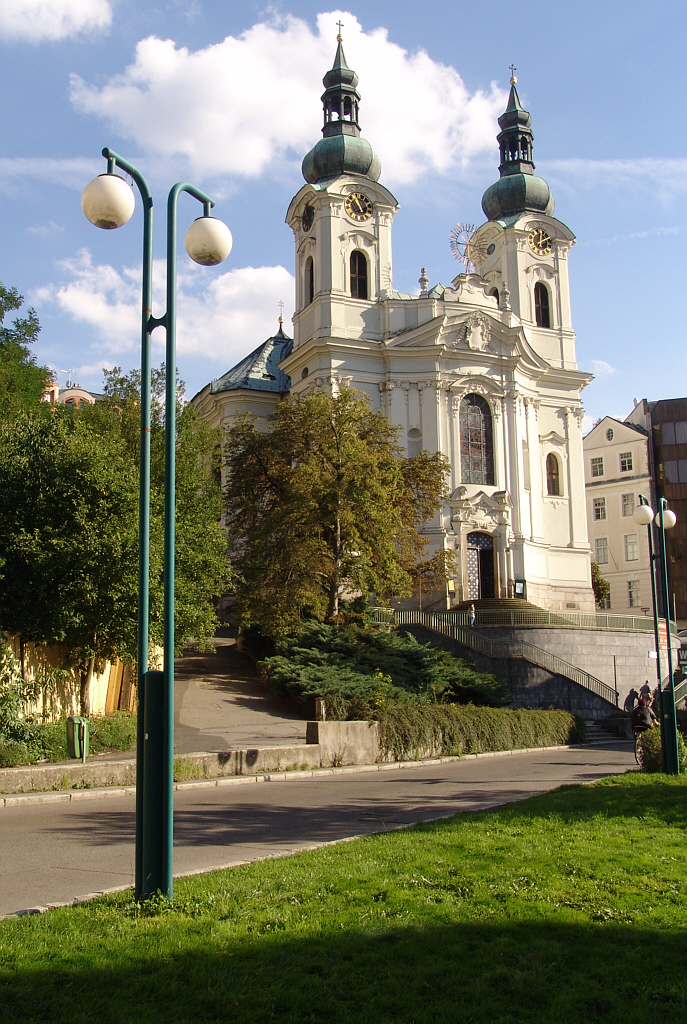
Biserica Sf. Magdalena. Karlovy Vary

### În Praga
- Vila Amerika din Nové Město (1717–1720), în prezent Muzeul Antonín Dvořák
- Conventul mănăstirii benedictine din Břevnov (aprox. 1717)
- Biserica Sf. Ioan Nepomuk din Hradčany, str. Kanovnická (1720–1728)
- Reproiectarea bisericii Sf. Loreta din Hradčany (1723)
- Reproiectarea barocă a bisericii Sf. Toma (sv. Tomáše) din Malá Strana (1725–1731)
- Vila Portheimka din Smíchov, str. Štefánikova (1725)
- Casa celor doi porumbei, Nosticova 5 (1726)
- Biserica Sf. Ioan Nepomuk, str. Vyšehradská (1730–1739)
- Biserica Sf. Bartolomeu din Orașul Vechi (1731)
- Biserica Sf. Nicolae din Piața Orașului Vechi (1732–1735)
- Biserica Sfântul Carol Borromeo (în prezent Catedrala Sfinții Chiril și Metodiu), str. Resslova (1730–1740)
- Finalizarea bisericii Sf. Nicolae din Malá Strana (1737–1751)
- Palatul Goltz-Kinsky din Piața Orașului Vechi (1755–1765)
- Palatul Piccolomini (Savarin), Na Příkopě 10 (1743–1751)

### În afara Pragăi
- Biserica Tuturor Sfintilor din Heřmánkovice (1722–1726)
- Biserica Sf. Magdalena din Karlovy Vary (1729–1730)
- Castelul Ploskovice din apropiere de Litoměřice
- Castelul Meziměstí din apropiere de Broumov
- Clement din Odolena Voda (1733–1735)
- Mănăstirea Sf. Vaclav din Broumov (1727–1735)
- Multe biserici din apropiere de Broumov
- Mănăstirea cisterciană Plasy (1739)